# Småland (localitate)
Småland este o localitate din comuna Inderøy, provincia Nord-Trøndelag, Norvegia, cu o suprafață de 0,2 km² și o populație de 318 locuitori (2013).